# 130-й гвардейский штурмовой авиационный полк
130-й гвардейский штурмовой авиационный Братиславский Краснознамённый полк (130-й гв. шап) — авиационный полк штурмовой авиации, принимавший участие в Великой Отечественной войне, впоследствии переформированный в полк истребительно-бомбардировочной авиации, а в 1990 году в полк истребительной авиации.

## Наименование полка
В различные годы своего существования полк имел наименования:
- 230-й скоростной бомбардировочный авиационный полк (с 15.08.1940 г.);
- 230-й штурмовой авиационный полк (с 27.07.1942 г.);
- 130-й гвардейский штурмовой авиационный полк (с 03.09.1943 г.);
- 130-й гвардейский штурмовой авиационный Краснознамённый полк (с 25.11.1944 г.);
- 130-й гвардейский штурмовой авиационный Братиславский Краснознамённый полк[1] (с 17.05.1945 г.);
- 642-й гвардейский штурмовой авиационный Братиславский Краснознамённый полк (с 10.01.1949 г.);
- 642-й гвардейский истребительно-бомбардировочный авиационный Братиславский Краснознамённый полк (с 11.04.1956 г.);
- 642-й отдельный гвардейский истребительно-бомбардировочный авиационный Братиславский Краснознамённый полк первой линии (с 11.04.1960 г.);
- 642-й отдельный гвардейский авиационный Братиславский Краснознамённый полк истребителей-бомбардировщиков (с ноября 1976 г.);
- 642-й гвардейский авиационный Братиславский Краснознамённый полк истребителей-бомбардировщиков (с апреля 1984 г.);
- 642-й гвардейский истребительный авиационный Братиславский Краснознамённый полк (с сентября 1990 г.);
- Войсковая часть (Полевая почта) 78530.

## Формирование полка
Приказом НКО СССР 230-й штурмовой авиационный полк «…За проявленную отвагу в боях за Отечество с немецкими захватчиками, стойкость и проявленный при этом героизм…» 3 сентября 1943 года преобразован в 130-й гвардейский штурмовой авиационный полк

## Преобразование полка
- 130-й гвардейский штурмовой авиационный Братиславский Краснознамённый полк Директивой Генерального штаба ВС СССР 20 февраля 1949 года переименован в 642-й гвардейский штурмовой авиационный Братиславский Краснознамённый полк[4].
- В дальнейшем полк менял своё наименование в зависимости от рода авиации.
- Приказом МО СССР в сентябре 1990 года в состав полка вошёл лётный состав 5-й гвардейского Берлинского Краснознамённого ордена Богдана Хмельницкого истребительного авиационного полка, выводимый из состава Южной группы войск. Это именно тот полк, вторая эскадрилья которого послужила прототипом для создания художественного фильма "В бой идут одни «старики» Леонида Быкова.

## В действующей армии
В составе действующей армии:
- с 3 сентября 1943 года по 4 января 1944 года, всего 123 дня;
- с 10 апреля 1944 года по 11 мая 1945 года, всего 396 дней,

Итого — 519 дней

## Командиры полка
- Гвардии полковник Макар Зиновьевич Гребень, период нахождения в должности: с 03 сентября 1943 года по хх сентября 1943 года, и с 09 декабря 1943 года по 11.05.1945 года. Нахождение в должности имело перерыв в 2 месяца, связанный со сбитием самолёта командира во время проведения вылета на боевое задание.
- Гвардии майор Иван Васильевич Матвеев, период нахождения в должности: с хх.09.1943 года по 04.10.1943 года
- Гвардии майор Евгений Григорьевич Валенюк, период нахождения в должности: с 04.10.1943 г. по 09.12.1943 года
- Гвардии полковник Аполинарий Ильич Фукалов. Годы нахождения в должности: 1960 — 19__
- Гвардии полковник Николай Григорьевич Жуков. Годы нахождения в должности: 1965 -
- Гвардии полковник Александр Николаевич Закревский (впоследствии генерал-полковник, начальник тыла ВВС)
- Гвардии подполковник Семён Никанорович Свалов
- Гвардии полковник Палон Михаил Львович
- Гвардии подполковник Александр Васильевич Сидоров (Исполнял обязанности командира полка в период с 1971 по 1972 гг.)
- Гвардии полковник Владимир Михайлович Матвеев. Период нахождения в должности — 1977 г. г.
- Гвардии полковник Селивёрстов. Период нахождения в должности 1977 г. — 1981 г.
- Гвардии полковник Шаройко. Период нахождения в должности 1981—1982 г.
- Гвардии полковник Артюшенков Игорь Васильевич. Годы нахождения в должности: 1982 — 04.1984 г.
- Гвардии полковник Гусев Владимир Александрович. Годы нахождения в должности: 04.1984 — 1988 гг. За период нахождения в должности полк стал лучшим ударным полком ВВС СССР и единственным на ЮЗ ТВД. Полк неоднократно принимал участие в учениях стран Варшавского договора с перебазированием на оперативные аэродромы в Республику Болгарию. Учения «Щит», «Гранит-88». За достигнутые результаты полк был признан лучшим в 5-й ВА и был первым полком в ВА, которому представлено право переучивания на новый тип самолёта — МиГ-29.
- Гвардии полковник Сало Юрий Семёнович. Годы нахождения в должности: 1988—1988 гг. Полк начал переучивание на новый тип самолёта — МиГ-29, прошёл теоретическое переучивание в Центре боевого применения в г. Липецке и приступил к практическому освоению самолёта МиГ-29.
- Гвардии полковник Комисаров Юрий Владимирович. Генерал-лейтенант авиации. Годы нахождения в должности командира полка: 12.1988 — 09.1990 гг. Полк под руководством гвардии полковника Комисарова Ю. В. выполнил переучивание на новый самолёт МиГ-29 по курсу Истребительно-бомбардировочной авиации и переучился на курс Истребительной авиации.
- Гвардии полковник Иванчик Иван Михайлович. Годы нахождения в должности: 09.1990 — 1991 гг.
- Гвардии полковник Корчагин Павел Игнатович. Годы нахождения в должности: 1991—1994 гг.
- (ВВС Украины) Титаренко Александр Иванович. 1994 −1998 гг.
- (ВВС Украины) Телегин Андрей Васильевич. сентябрь 1995 г. -
- (ВВС Украины) Гайка Анатолий Иванович

## В составе соединений и объединений
| Период        | Фронт (округ)          | армия                | корпус                                        | дивизия                                         | примечание                     |
| ------------- | ---------------------- | -------------------- | --------------------------------------------- | ----------------------------------------------- | ------------------------------ |
| 03.09.1943 г. | Западный фронт         | 1-я воздушная армия  | 2-й штурмовой авиационный корпус              | 7-я гвардейская штурмовая авиационная дивизия   | д. Шипуны Смоленской области   |
| 07.10.1943 г. | Западный фронт         | 1-я воздушная армия  | 2-й штурмовой авиационный корпус              | 7-я гвардейская штурмовая авиационная дивизия   | д. Дубки, Смоленской области   |
| 04.01.1944 г. | Резерв Ставки ВГК      |                      | 2-й штурмовой авиационный корпус              | 7-я гвардейская штурмовая авиационная дивизия   | д. Мышково, Смоленской области |
| 24.03.1944 г. | Резерв Ставки ВГК      |                      | 2-й штурмовой авиационный корпус              | 7-я гвардейская штурмовая авиационная дивизия   | аэр. Рушы (Румыния)            |
| 10.04.1944 г. | 2-й Украинский фронт   | 5-я воздушная армия  | 2-й штурмовой авиационный корпус              | 7-я гвардейская штурмовая авиационная дивизия   | аэр. Рушы (Румыния)            |
| 12.05.1944 г. | 2-й Украинский фронт   | 5-я воздушная армия  | 2-й штурмовой авиационный корпус              | 7-я гвардейская штурмовая авиационная дивизия   | аэр. Гынза (Румыния)           |
| 16.10.1944 г. | 2-й Украинский фронт   | 5-я воздушная армия  | 2-й штурмовой авиационный корпус              | 7-я гвардейская штурмовая авиационная дивизия   | Венгрия                        |
| 27.10.1944 г. | 2-й Украинский фронт   | 5-я воздушная армия  | 3-й гвардейский штурмовой авиационный корпус  | 7-я гвардейская штурмовая авиационная дивизия   |                                |
| 08.04.1945 г. | 2-й Украинский фронт   | 5-я воздушная армия  | 2-й штурмовой авиационный корпус              | 7-я гвардейская штурмовая авиационная дивизия   | аэр. Робенсбург, Австрия       |
| 11.05.1945 г. | 2-й Украинский фронт   | 5-я воздушная армия  | 3-й гвардейский штурмовой авиационный корпус  | 7-я гвардейская штурмовая авиационная дивизия   | аэр. Робенсбург, Австрия       |
| 10.06.1945 г. | Южная группа войск     | 17-я воздушная армия | 3-й гвардейский штурмовой авиационный корпус  | 7-я гвардейская штурмовая авиационная дивизия   | аэр. Робенсбург, Австрия       |
| 06.07.1945 г. | Южная группа войск     | 17-я воздушная армия | 3-й гвардейский штурмовой авиационный корпус  | 7-я гвардейская штурмовая авиационная дивизия   | Арад, Румыния                  |
| 01.01.1948 г. | Одесский военный округ | 5-я воздушная армия  | 3-й гвардейский штурмовой авиационный корпус  | 7-я гвардейская штурмовая авиационная дивизия   | Арад, Румыния                  |
| 01.08.1948 г. | Одесский военный округ | 5-я воздушная армия  | 3-й гвардейский штурмовой авиационный корпус  | 7-я гвардейская штурмовая авиационная дивизия   | аэр. Школьный, г. Одесса       |
| 10.01.1949 г. | Одесский военный округ | 5-я воздушная армия  | 3-й гвардейский штурмовой авиационный корпус  | 7-я гвардейская штурмовая авиационная дивизия   |                                |
| 20.02.1949 г. | Одесский военный округ | 48-я воздушная армия | 63-й гвардейский штурмовой авиационный корпус | 135-я гвардейская штурмовая авиационная дивизия | переименован в 642-й гв. шап   |
| 01.08.1956 г. | Одесский военный округ | 48-я воздушная армия |                                               |                                                 | стал отдельным полком          |

## Участие в операциях и битвах

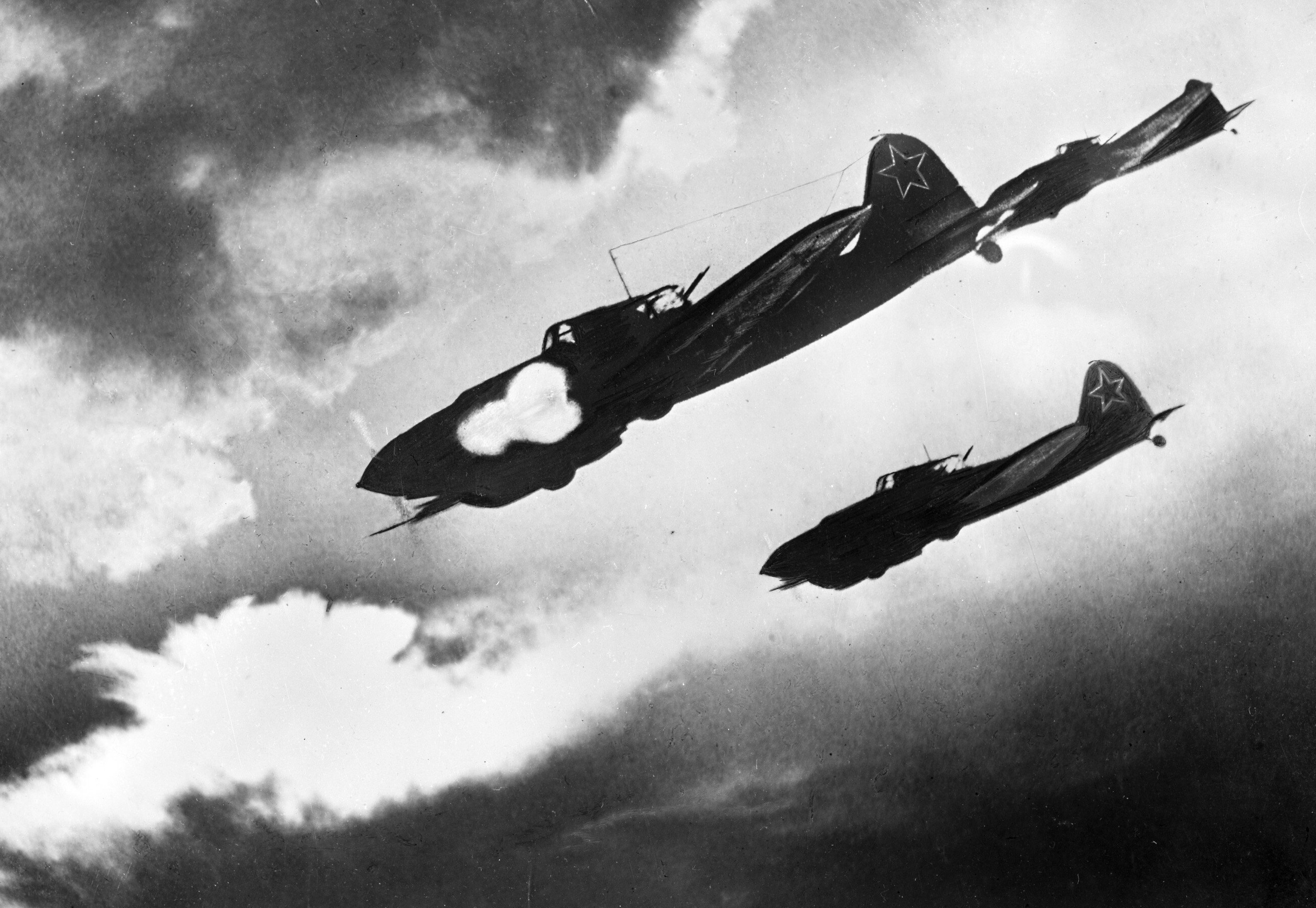
Штурмовик Ил-2 атакует

- Смоленская стратегическая наступательная операция «Суворов» с 7 августа по 2 октября 1943 года
  - Ельнинско-Дорогобужская наступательная операция с 28 августа по 6 сентября 1943 года
  - Смоленско-Рославльская Операция с 15 сентября по 2 октября 1943 года
- Наступательная операция на Оршанском направлении, с 12 октября по 2 декабря 1943 года
- Днепровско-Карпатская стратегическая наступательная операция
  - Уманско-Ботошанская наступательная операция — с 10 по 17 апреля 1944 года.
- Ясско-Кишиневская операция с 20 по 29 августа 1944 года
- Дебреценская операция с 6 октября 1944 года по 28 октября 1944 года
- Бухарестско-Арадская наступательная операция с 30 августа по 3 октября 1944 года
- Будапештская стратегическая наступательная операция с 29 октября 1944 года по 13 февраля 1945 года
  - Кечкемет-Будапештская наступательная операция с 19 октября по 10 декабря 1944 года
  - Сольнок-Будапештская наступательная операция с 19 октября по 10 декабря 1944 года
  - Ньиредьхаза-Мишкольцкая наступательная операция с 1 ноября по 31 декабря 1944 года
  - Эстергом-Комарновская наступательная операция с 20 декабря 1944 года по 15 января 1945 года
  - Штурм Будапешта с 27 декабря 1944 года по 13 февраля 1945 года
- Венская стратегическая наступательная операция с 13 марта по 15 апреля 1945 года
  - Дьерская наступательная операция с 13 марта по 4 апреля 1945 года
- Пражская наступательная операция с 6 по 11 мая 1945 года
  - Йиглаво-Бенешовская наступательная операция с 6 по 11 мая 1945 года
- Банска-Быстрицская наступательная операция с 16 февраля по 8 мая 1945 года
- Братиславско-Брновская наступательная операция с 25 марта по 5 мая 1945 года

## Статистика боевых действий
В период с 31 июля 1943 года по 01 октября 1943 года полк участвовал в операциях войск Западного фронта по прорыву обороны противника, в наступлении и в боях за освобождение городов Спас-Деменск, Ельня, Ярцево, Рославль, Смоленск.
Расход боеприпасов за период
| ФАБ-100 | ФАБ — 50 | АО 25 | АО 15 | АО 10 | АО 8 | АО 2,5 | ПТАБ 1,5 | РС-82 | Снарядов ШВАК | Снарядов БЯ | Патронов ШКАС | патронов БС |
| ------- | -------- | ----- | ----- | ----- | ---- | ------ | -------- | ----- | ------------- | ----------- | ------------- | ----------- |
| 442     | 325      | 2356  | 47    | 849   | 736  | 6145   | 2431     | 1465  | 44013         | 16220       | 94552         | 6050        |

Всего сброшено бомб 13 341 шт. или 153 442 кг
Потери, нанесённые противнику:
| Уничтожено           | Количество              | Уничтожено                             | Количество | Уничтожено               | Количество |
| -------------------- | ----------------------- | -------------------------------------- | ---------- | ------------------------ | ---------- |
| солдат и офицеров    | до 10 батальонов пехоты | повозок с грузами                      | 64         | автомашин разных марок   | 283        |
| орудий ПА            | 99                      | танков                                 | 21         | подавлен огонь ЗА        | 20         |
| бронепоезд           | 1                       | склад боеприпасов                      | 23         | самолётов в воздухе      | 13         |
| паровоз              | 1                       | автоцистерн с горючим                  | 11         | миномётов                | 19         |
| тягачей              | 2                       | зарядных ящиков                        | 20         | дзотов и блиндажей       | 20         |
| подавлено батарей ПА | 25                      | подавлено батарей ЗА                   | 12         | подавлен огонь миномётов | 5          |
| подавлен огонь ЗП    | 12                      | зажгли очаги пожаров в опорных пунктах | 124        | прочее                   |            |

## В период с 1949 по 1992 годы
| Период                  | Наименование полка | Дивизия | Корпус                                                                                             | Армия (округ)                 |
| ----------------------- | --- | --- | -------------------------------------------------------------------------------------------------- | ----------------------------- |
| до 10.01.1949 г.        | 130-й гвардейский штурмовой авиационный полк (130-й гв. шап)                                                                 | 7-я гвардейская штурмовая Дебреценская Краснознамённая авиационная дивизия                                      | 3-й гвардейский штурмовой Смоленско-Будапештский Краснознамённый авиационный корпус                | 5 ВА                          |
| после 10.01.1949 г.     | 642-й гвардейский штурмовой авиационный полк (642 гв. шап)                                                                   | 135-я гвардейская штурмовая Дебреценская Краснознамённая авиационная дивизия                                    | 63-й гвардейский штурмовой Смоленско-Будапештский Краснознамённый авиационный корпус               | 48 ВА                         |
| 11.04.1956 г.           | 642-й гвардейский истребительно-бомбардировочный авиационный полк (642 гв. ибап)                                             | 135-я гвардейская Дебреценская Краснознамённая авиационная дивизия истребителей-бомбардировщиков                | 63-й гвардейский штурмовой Смоленско-Будапештский Краснознамённый авиационный корпус               | 48 ВА                         |
| август 1956 г.          | 642-й гвардейский истребительно-бомбардировочный авиационный полк (642 гв. ибап)                                             | 135-я гвардейская Дебреценская Краснознамённая авиационная дивизия истребителей-бомбардировщиков                | 63-й гвардейский штурмовой Смоленско-Будапештский Краснознамённый авиационный корпус расформирован | 48 ВА                         |
| сентябрь 1956 г.        | 642-й гвардейский истребительно-бомбардировочный авиационный полк (642 гв. ибап)                                             | 135-я гвардейская Дебреценская Краснознамённая авиационная дивизия истребителей-бомбардировщиков                | | 48 ВА                         |
| 11.04.1960 г.           | 642-й гвардейский отдельный истребительно-бомбардировочный авиационный полк (642 гв. оибап)                                  | 135-я гвардейская Дебреценская Краснознамённая авиационная дивизия истребителей-бомбардировщиков расформирована | | 48 ВА                         |
| 04.1968 г.              | 642-й гвардейский отдельный истребительно-бомбардировочный авиационный полк (642 гв. оибап)                                  | | | 5 ВА                          |
| 11.1976 г.              | 642-й отдельный гвардейский Братиславский Краснознамённый авиационный полк истребителей-бомбардировщиков (642-й оапиб)       | | | 5 ВА                          |
| 04.1980 г.              | 642-й отдельный гвардейский Братиславский Краснознамённый авиационный полк истребителей-бомбардировщиков (642-й оапиб)       | | | ВВС Одесского Военного округа |
| 04.1984 г.              | 642-й гвардейский Братиславский Краснознамённый авиационный полк истребителей-бомбардировщиков (642-й апиб)                  | | | ВВС Одесского Военного округа |
| 05.1988 г.              | 642-й гвардейский Братиславский Краснознамённый авиационный полк истребителей-бомбардировщиков (642-й апиб)                  | | | 5 ВА                          |
| 09.1990 г. — 01.1992 г. | 642-й гвардейский Братиславский Краснознамённый авиационный истребительный полк (642-й иап). Перешёл под юрисдикцию Украины. | | | 5 ВА                          |

## Базирование
| Период                  | Дислокация                                                      |
| ----------------------- | --------------------------------------------------------------- |
| 06.07.1945 — 01.01.1948 | аэродром Арад, Румыния                                          |
| 01.01.1948 — 17.10.1952 | аэродром Школьный, г. Одесса                                    |
| 17.10.1952 — 06.02.1959 | аэродром Подгородная, г. Первомайск, Николаевской области       |
| с 06.02.1959 г          | аэродром Вознесенск, станция Мартыновская, Николаевской области |

## Боевые награды полка
| Награда                      | Дата          | За что получена |
| ---------------------------- | ------------- | --- |
| Советская гвардия            | 03.09.1943 г. | За проявленную отвагу в боях за Отечество с немецкими захватчиками, стойкость и проявленный при этом героизм Приказом НКО СССР № 256 от 03.09.1943 г. полк переименован в 130-й гвардейский штурмовой авиационный полк |
|                              | 06.11.1943 г. | За проявленную отвагу в боях за Отечество с немецкими захватчиками, стойкость и проявленный при этом героизм 130-му гвардейскому шап вручено гвардейское Боевое Красное Знамя |
| Орден Красного Знамени       | 14.11.1944 г. | За образцовое выполнение заданий командования в боях с немецкими захватчиками, за овладение городом Ньиредьхаза и проявленные при этом доблесть и мужество Указом Президиума Верховного Совета СССР от 14 ноября 1944 года полк награждён орденом Красного Знамени. Указ объявлен Приказом НКО СССР № 0397 от 25.11.1944 г. |
| Вымпел Министра обороны СССР | 10.02.1987 г. | Приказом Министра обороны СССР за высокую боевую выучку и высокие показатели в учебно-боевой подготовке |

## Почётные наименования
- Приказом Верховного Главнокомандования «…За отличные боевые действия при овладении городом Братислава…» 130-му гвардейскому Краснознамённому штурмовому авиационному полку присвоено почётное наименование «Братиславский»[7]

## Герои Советского союза

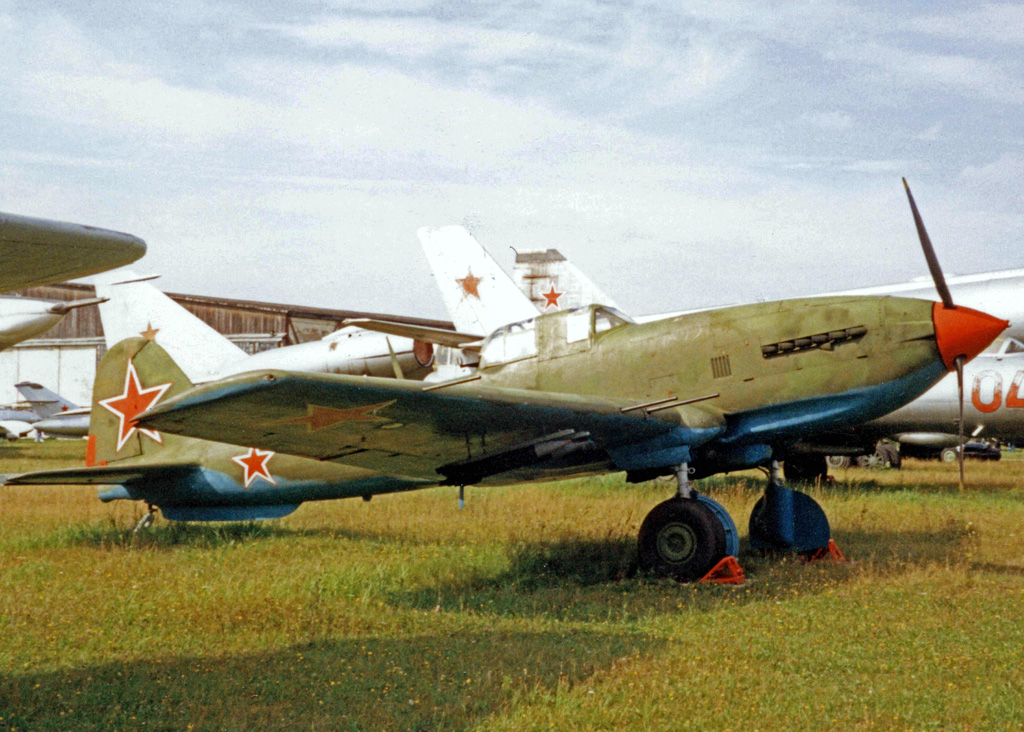
Самолёт Ил-10. Этот самолёт пришёл на замену прославленному Ил-2 в 1948 году.

- Самоделкин Виктор Михайлович, капитан, командир эскадрильи 130-го гвардейского штурмового авиационного полка 7-й гвардейской штурмовой авиационной дивизии 3-го гвардейского штурмового авиационного корпуса 5-й Воздушной армии Указом Президиума Верховного Совета СССР 15 мая 1946 года удостоен звания Герой Советского Союза. Золотая Медаль № 6903
- Томашевский Иван Герасимович, лётчик полка, Указом Президиума Верховного Совета СССР от 13 апреля 1944 года за образцовое выполнение заданий командования на фронте борьбы немецко-фашистскими захватчиками и проявленные при этом мужество и героизм удостоен звания Героя Советского Союза будучи штурманом звена 25-го гвардейского ночного бомбардировочного Московского авиационного полка 2-й гвардейской ночной бомбардировочной авиационной Сталинградской дивизии. Золотая Звезда № 1308.
- Иванов Леонид Петрович, старший лётчик — начальник разведки 642-го гвардейского авиационного полка истребителей-бомбардировщиков, проходил службу в полку в период с 1955 по 1959 гг.

## Герои России
- Магомед Омарович Толбо́ев — Заслуженный лётчик-испытатель Российской Федерации, Герой Российской Федерации, Председатель Совета безопасности Республики Дагестан, депутат Государственной думы первого созыва.
- Роман Петрович Таскаев — Заслуженный лётчик-испытатель Российской Федерации, Герой Российской Федерации.
- Виктор Владимирович Васенков — Заслуженный лётчик-испытатель Российской Федерации, Герой Российской Федерации

## Кавалеры Ордена Ленина
- Командир 3-й авиационной эскадрильи гвардии майор Самоделкин Виктор Михайлович
- Лётчик, гвардии младший лейтенант Турчин, Фёдор Васильевич, награждён 12.02.1942 г.
- гвардии майор Иванов Леонид Петрович, старший лётчик — начальник разведки 642-го гвардейского авиационного полка истребителей-бомбардировщиков, проходил службу в полку в период с 1955 по 1959 гг.
- гвардии подполковник Рябинин Виталий Евгеньевич, заместитель командира полка по летной подготовке в период с 1982 по 1984 гг.

## Известные люди
- Марс Закирович Рафиков — член первого отряда космонавтов СССР. Проходил службу в качестве начальника разведки — старшего лётчика 642-го гвардейского апиб
- Бенов Геннадий Матвеевич — генерал-лейтенант авиации, российский политический деятель, депутат Государственной Думы ФС РФ второго созыва (1995—1999). Проходил службу в качестве начальника политического отдела полка[8].
- Пиневич Дмитрий Леонидович — министр здравоохранения Республики Беларусь, проходил службу в качестве врача полка в 1990—1992 гг.

## Типы самолётов, состоящие на вооружении полка
- 1940—1942 гг. СБ
- 1942—1948 гг. Ил-2
- 1948—1956 гг. Ил-10
- 1956—1961 гг. МиГ-15, МиГ-17, УТИ МиГ-15
- 1961—1974 гг. Су-7Б, Су-7У
- 1974—1976 гг. МиГ-23Б (БМ),МиГ-23УБ
- 1976—1988 гг. МиГ-27 (М, Д), МиГ-23УБ
- 1988—1992 гг. МиГ-29, МиГ-29УБ, МиГ-23УБ

## Переучивание на новые типы самолётов
В июне 1960 года получил, а в 1961 году первым из боевых полков СССР переучился на самолёты Су-7Б. На базе полка проводились войсковые испытания самолёта и после пятнадцатилетней службы машин этого типа полк имел наибольший опыт эксплуатации истребителей-бомбардировщиков Сухого.
В 1989 году полк первым в 5-й ВА переучился на самолёты МиГ-29, которые испытывали по курсу ИБА в течение 1989 года. С 1990 года полк перешёл на курс истребительной авиации (КБП ИА)

## Благодарности
Особая благодарность гвардии старшине Филькевичу Николаю Александровичу — летописцу полка, благодаря которому сохранена история прославленного полка.

## Художественные фильмы, снятые с участием полка
- Дни лётные, производство: киностудия им. А. Довженко
- В бой идут одни старики, Режиссёр: Л. Быков, производство: киностудия им. А. Довженко
- В зоне особого внимания, Режиссёр А. Малюков, производство: киностудия Мосфильм